# Herpestomus henrytownesi
Herpestomus henrytownesi är en stekelart som beskrevs av Diller 1983. Herpestomus henrytownesi ingår i släktet Herpestomus och familjen brokparasitsteklar. Inga underarter finns listade i Catalogue of Life.